# Масканурское сельское поселение
Маскану́рское се́льское поселе́ние — муниципальное образование в составе Новоторъяльского района Марий Эл Российской Федерации.
Административный центр поселения — село Масканур.

## География
По территории поселения протекает река Немда, её крупный приток Толмань.

## История
До прихода русской администрации эти земли входили в марийскую волость Турнарань.
Статус и границы сельского поселения установлены Законом Республики Марий Эл от 18 июня 2004 года № 15-З «О статусе, границах и составе муниципальных районов, городских округов в Республике Марий Эл».
Поселение образовано в 2005 году в результате реформы местного самоуправления.
С 1 января 2010 года в состав Масканурского сельского поселения вошли населённые пункты, ранее входившие в состав упразднённых сельских поселений Большелумарское и Куанпамашское.

## Население
| 2010  | 2011  | 2012  | 2013  | 2014  | 2015  | 2016  |
| ----- | ----- | ----- | ----- | ----- | ----- | ----- |
| 1602  | ↘1594 | ↘1511 | ↘1430 | ↘1390 | ↘1371 | ↘1353 |
| 2017  | 2018  | 2019  | 2020  | 2021  | 2023  |       |
| ↘1334 | ↘1305 | ↘1247 | ↘1196 | ↘1153 | ↘1115 |       |

## Состав поселения
В состав сельского поселения входят 32 населённых пункта:
| №  | Населённый пункт | Тип населённого пункта       | Население |
| -- | ---------------- | ---------------------------- | --------- |
| 1  | Масканур         | село, административный центр | 349       |
| 2  | Бахтино          | деревня                      | 12        |
| 3  | Большая Лумарь   | деревня                      | ↘338      |
| 4  | Большое Танаково | деревня                      | 122       |
| 5  | Большой Вильял   | деревня                      | 44        |
| 6  | Верхний Кугенер  | деревня                      | 55        |
| 7  | Верхняя Орья     | деревня                      | 33        |
| 8  | Вятчино          | деревня                      | 4         |
| 9  | Демушенки        | деревня                      | 0         |
| 10 | Егошино          | деревня                      | 6         |
| 11 | Изаньга          | деревня                      | 86        |
| 12 | Комичи           | деревня                      | 9         |
| 13 | Косоротково      | деревня                      | 9         |
| 14 | Куанпамаш        | деревня                      | 212       |
| 15 | Куршенер         | деревня                      | 11        |
| 16 | Малая Лумарь     | деревня                      | 37        |
| 17 | Малое Танаково   | деревня                      | 19        |
| 18 | Малый Вильял     | деревня                      | 20        |
| 19 | Масканур         | деревня                      | 8         |
| 20 | Нижний Кугенер   | деревня                      | 62        |
| 21 | Олени            | деревня                      | 2         |
| 22 | Памаши           | деревня                      | 26        |
| 23 | Плешивцы         | деревня                      | 17        |
| 24 | Плишкинцы        | деревня                      | 1         |
| 25 | Средняя Орья     | деревня                      | 55        |
| 26 | Сухоречье        | деревня                      | 16        |
| 27 | Толмань-Ибраево  | деревня                      | 1         |
| 28 | Тушнурята        | деревня                      | 18        |
| 29 | Филипп-Левинцы   | деревня                      | 0         |
| 30 | Чернозелье       | деревня                      | 0         |
| 31 | Шестаково        | деревня                      | 6         |
| 32 | Шуньга           | деревня                      | 24        |